# Московська конференція (1941)
Перша Московська конференція — конференція Другої світової війни, що відбувалася у Москві з 29 вересня по 1 жовтня 1941 року, зустріч Аверелла Гаррімана, який представляв Сполучені Штати Америки, та лорда Бівербрука, що представляв Велику Британію, з керівником Радянського Союзу Йосипом Сталіним з метою запевнити останнього, що два провідні західні союзники по Другій світовій війни будуть надавати допомогу і підтримку Радянському Союзові у спільній боротьбі проти нацистської Німеччини.